# Carl Heinrich August von Schönfels
Carl Heinrich August von Schönfels (* 15. Dezember 1753 in Rodau im Vogtland; † 10. Februar 1833 in Reuth) immatrikulierte sich an der Leipziger Universität im Juni 1776. Am 1. August 1789 erhielt er die Bestallung zum Supernummerar-Amthauptmann des vogtländischen Kreises. Von 1800 bis zu seinem Tod war er Ehrenmitglied der Leipziger Loge „Minerva zu den drei Palmen“. Er gehörte dem Uradelsgeschlecht Schönfels an und war Besitzer von sechs Rittergütern im Vogtland. Sein Sohn Friedrich Ernst von Schönfels war Präsident der I. Kammer des Sächsischen Landtags.